# Fingeren Peak
Fingeren Peak är en bergstopp i Antarktis. Den ligger i Östantarktis. Norge gör anspråk på området. Toppen på Fingeren Peak är 2 240 meter över havet, eller 388 meter över den omgivande terrängen. Bredden vid basen är 4,4 km.
Terrängen runt Fingeren Peak är kuperad söderut, men norrut är den platt. Trakten är obefolkad. Det finns inga samhällen i närheten. 